# Operation Otkos 10
Die Operation Otkos 10 war eine militärische Offensive der kroatischen Streitkräfte gegen die Jugoslawische Volksarmee vom 31. Oktober bis 4. November 1991 in Kroatien.

## Jugoslawische Offensiven bis Oktober 1991
Nachdem die 5. Division der Jugoslawischen Volksarmee aus Banja Luka erfolgreich den Fluss Save nach Kroatien überquert hatte und die Stadt Okučani im Westen Slawoniens erobert hatte, war deren primäres Ziel, entlang Pakrac und der Grubišno-Polje-Route mit der 28. Partisanendivision auf dem Bilogora Gebirge zu treffen. Zusammen sollten sie bis zur ungarischen Grenze vorstoßen, was Slawonien komplett vom übrigen Kroatien und von Zagreb abgeschnitten hätte.
Die Jugoslawische Volksarmee wurde von örtlichen Serben in Slawonien unterstützt, die im Frühjahr 1991 bewaffnet wurden.

## Kroatische Gegenoffensive
Um das Abschneiden Slawoniens vom Mutterland zu unterbinden, unternahm die kroatische Armee ihre erste Offensive im Kroatienkrieg, welche zum Ziel hatte das Bilogora-Gebirge zu erobern, um so eine bessere Position zur weiteren Eroberung des Papuk-Gebirges zu haben.
In die Operation waren involviert: 127. Brigade (Virovitica), 57. Bataillon und Nationale Verteidigungseinheiten (Grubišno Polje), 24. Artilleriebataillon, 52. Bataillon (Daruvar), Spezialeinheit aus Bjelovar und die Freiwilligen-Kompanie aus Križevci.

### Ende der Operation
Im November eroberten die kroatischen Truppen 21 Dörfer und schätzungsweise 270 km² des Territoriums, womit der serbische Plan unterbunden wurde.
Schätzungsweise 15.000 bis 35.000 Serben wurden aus dem Gebiet vertrieben. Einige tausend Häuser wurden zerstört, darunter auch das Kloster Pakrec. Im Gegensatz dazu wurden verschiedene Racheakte auf Kroaten bekannt.
Für die kroatische Armee war es am wichtigsten, die Straße Virovitica–Grubišno Polje–Kutina zu erobern und zu sichern, da dies die Hauptversorgungsroute nach Slawonien war. Im Anschluss an diese Militäroperation wurden mit der Operation Orkan weitere Landesteile erobert. Dafür bildete die Operation Otkos 10 den Grundstein.